# Харитонов Олександр Петрович
Харито́нов Олекса́ндр Петро́вич (6 липня 1971) — український колабораціоніст з Росією, проросійський політик, колишній член Прогресивної соціалістичної партії України, нині у лавах Компартії ЛНР, колишній депутат Луганської міської ради V скликання. Самопроголошений народний губернатор Луганщини (2014). 

## Життєпис
Олександр Харитонов брав активну участь у житті Прогресивної соціалістичної партії України, займав посаду секретаря Луганського обкому партії. Станом на 2006 рік був тимчасово безробітним, у 2010 році згідно зі списками ПСПУ був директором ВАТ «ЮА-Альфа». У лютому 2014 року Харитонов очолив організацію «Луганська гвардія», що була покликана протистояти учасникам Євромайдану.
2 березня Луганську ОДА захопили учасники мітингу «Російська весна». Мітингувальники прийняли резолюцію про проведення референдуму, в якому має стояти питання від'єднання Донбасу. Крім того, Олександр Харитонов передав депутатам обласної ради ще й Резолюцію рішення про звернення до Путіна з проханням ввести війська в Луганськ.
5 березня 2014 року на багатотисячному мітинзі проросійського спрямування в Луганську Олександра Харитонова було обрано народним губернатором області (на противагу київському призначенцю М.Болотскіх). Зі сцени він заявив про формування Народної Ради Луганщини. Також активістами було оголошено, що зібрана велика кількість підписів за проведення референдуму про федералізацію та звернення за допомогою до Президента Росії Володимира Путіна.
Ввечері 13 березня співробітники СБУ затримали Харитонова в Луганську. Проти нього було розпочато кримінальне провадження за ознаками вчинення злочину, передбаченого ст. 109 (дії, спрямовані на насильницьку зміну чи повалення конституційного ладу або на захоплення державної влади), ст. 294 (масові заворушення) та ст. 341 (захоплення державних або громадських будівель чи споруд) Кримінального кодексу України. За дозволом органів прокуратури Харитонова доправлено у Київ для висування обвинувачення.
2 липня був засуджений за захоплення державних споруд до 5 років умовно та звільнений з-під варти. Виїхав до Москви, брав участь у мітингах «За Новороссию». Потім повернувся у ЛНР, вступив до угрупування «Козача національна гвардія» генерала Козіцина. Відновив діяльність «Луганської Гвардії», яка була офіційно перереєстрована у органах ЛНР.
У 2016 році вступив до лав новоствореної Комуністичної партії ЛНР і був призначений секретарем Камянобрідського райкому Луганська.